# WLW
WLW là dấu hiệu gọi (callsign) của một đài radio nói chuyện dành riêng (clear channel) tại Cincinnati (Hoa Kỳ), Clear Channel Communications làm chủ. Đài có tên hiệu NewsRadio 700 WLW. Nó phát thanh ở 38 tiểu bang trên làn sóng AM 700 kHz, và những chương trình của nó được phát khắp nước trên đài 173 của dịch vụ radio vệ tinh XM Satellite Radio. WLW cũng phát thanh số theo dạng HD Radio. Các phòng thâu của WLW nằm trong tòa nhà Towers of Kenwood dọc đường 71 ở khu Kenwood, Thị trấn Sycamore, trong khi anten ở Mason, gần Đài tiếp âm Bethany của VOA trước đây.
Ngày nay, WLW phát thanh với công suất 50 kW do chính phủ liên bang hạn chế. Tuy nhiên, đài này nổi tiếng vì trước đây là đài radio đầu tiên trên thế giới – và đài duy nhất trong lịch sử Hoa Kỳ – được phép phát thanh mạnh tới 500 kW. Với công suất lớn như thế, WLW từng là một trong những đài quan trọng nhất ở nước Mỹ.

## Các chương trình
Gần hết mọi chương trình trên WLW là chương trình nói chuyện hoặc tin tức được sản xuất ở văn phòng của đài. WLW là đài nguồn gốc (flagship) của ba chương trình được phân phối khắp nước:
- America's Trucking Network (trước đây The Truckin' Bozo), một chương trình nói chuyện có nhiều người lái xe tải bắt vào ban đêm
- Live on Sunday Night, it's Bill Cunningham, Bill Cunningham dẫn
- The Weekend with Mike McConnell, Mike McConnell dẫn

McConnell và Cunningham cũng dẫn một số chương trình ban ngày trên đài này. America's Trucking Network do Clear Channel Syndication phân phối, còn hai chương trình kia do Premiere Radio Networks phân phối.
WLW là đài nguồn gốc của các cuộc đấu bóng chày của Cincinnati Reds và một trong hai đài nguồn gốc của đội bóng bầu dục Mỹ Cincinnati Bengals. Đài này cũng phát các cuộc đấu bóng rổ của Cincinnati Bearcats và Xavier Musketeers, hai đội trường đại học. WLW có văn phòng tin tức địa phương 24-giờ và cũng liên kết với mạng tin tức ABC News Radio và đài truyền hình WLWT của Hearst-Argyle, ngày xưa cùng chủ với WLW.

## Lịch sử

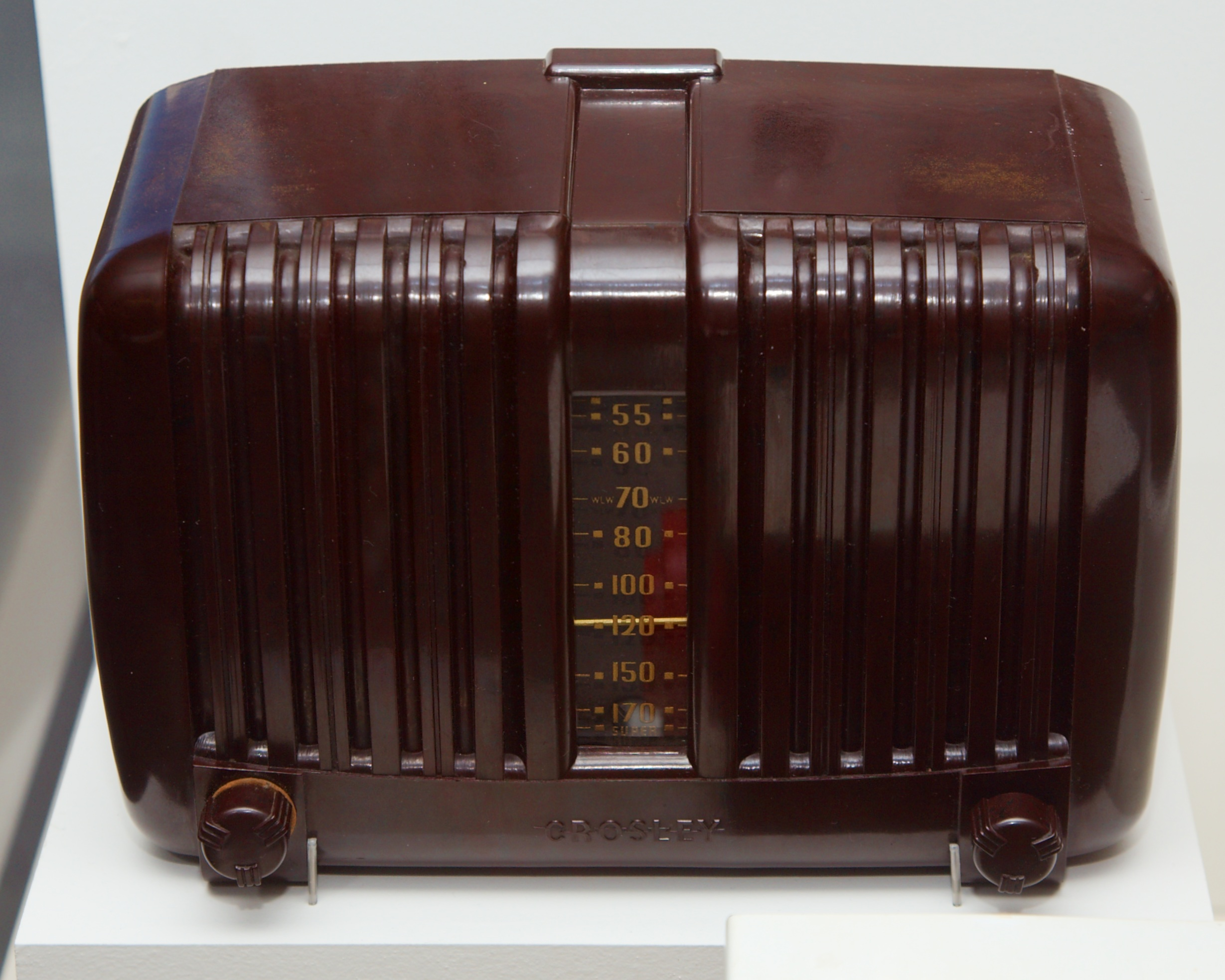
Máy radio Crosley

WLW do Powel Crosley Jr. thành lập. Crosley đã làm chủ trong nhiều nghề, bao gồm hãng xe Crosley và hãng tủ lạnh. Có thời gian ông làm chủ câu lạc bộ bóng chày Cincinnati Reds và đội này chơi ở Sân Crosley. Powell có tính sáng kiến và sáng tạo một mình hoặc cho vốn phát triển nhiều tiến bộ kỹ thuật trong mọi nghề của ông. Sản phẩm mới nhất của ông là máy radio; để bán chạy các radio, ông có ý định xây dựng đài radio AM để bắt. Tháng 7 năm 1921, Crosley bắt đầu thử trò phát thanh với công suất 20 watt ở nhà ông ở khu College Hill. Ông phát bài nhạc "Song of India" suốt dùng dấu hiệu gọi "8CR".
Ngày 22 tháng 3 năm 1922, Crosley và công ty Crosley Broadcasting Corporation của ông bắt đầu phát thanh với công suất 50 W dùng dấu hiệu "WLW". Ngày 4 tháng 10 năm đó, WLW trở thành đài đầu tiên phát thanh tại 50 kW thường xuyên, trên làn sóng 700 kHz. WLW phát các chương trình dàn nhạc, kịch, và nhạc đồng quê tức thời. Ban đầu đài này không quảng cáo một tí nào, tại vì tiền lời đến từ số radio được bán. Năm 1924, WLW gia nhập mạng Red Network (hai năm sau trở thành NBC).

### Đài của Quốc gia
Mười năm sau, WLW thử phát thanh với công suất 500 kW dưới dấu hiệu gọi thí nghiệm "W8XO". RCA, General Electric, và Westinghouse xây các máy móc đặc biệt cho đài này. Không lâu, Ủy ban Truyền thông Liên bang (FCC) cho phép tăng lên WLW vào ban đêm. Ngày 2 tháng 5, Tổng thống Franklin D. Roosevelt bấm nút tượng trưng trong Nhà Trắng để bật lên làn sóng 500 kW chính thức của WLW. Theo WLW, đài có thể tới được "miền nam Canada và tất cả Hoa Kỳ Lục địa, cả miền Đông Bắc cả miền Nam, chỉ ngoại trừ miền Tây ở vùng chung quanh Billings, Mont., tới Jamestown, N. D." Đôi khi có người nghe từ Alaska và Mỹ Latinh.
Với công suất và khu vực phát thanh lớn như thế, WLW bắt đầu tự xưng "Đài của Quốc gia" (tiếng Anh: "The Nation's Station"). Đài này đòi được tiền quảng cáo bằng giá với những đài lớn và nổi tiếng nhất của NBC, như WEAF (nay là WFAN) và WABC (nay là WABC). Năm 1933, WLW bắt đầu sản xuất chương trình radio Ma Perkins (Bà Perkins). Ma Perkins sáng lập loại chương trình "soap opera" (kịch xà bông), được gọi vậy vì Proctor & Gamble quảng cáo nhãn hiệu xà bông giặt Oxydol trong chương trình này. Vào năm 1934, WLW và ba "siêu đài" khác (WGN, WOR, và WXYZ) sáng lập mạng Mutual Broadcasting System để cạnh tranh với NBC. Vào năm 1936, WLW phát các chương trình của ba mạng lớn: NBC Red, NBC Blue (về sau là ABC), và Mutual.

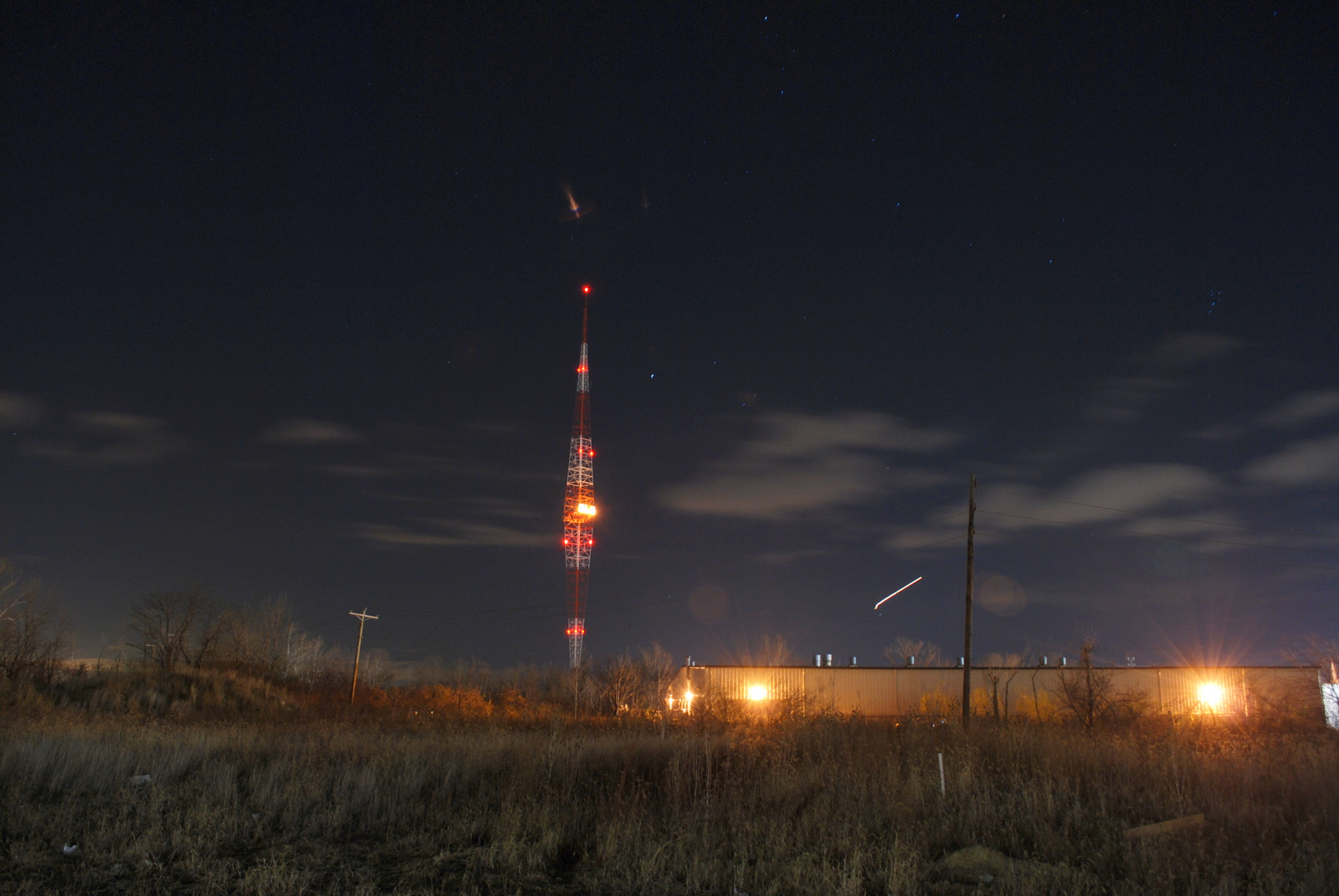
Tháp phát thanh hình thoi của WLW ban đêm

Đài mạnh này cần tháp radio mới. Năm 1933, Công ty Blaw-Knox xây dựng tháp radio rất cao cho WLW ở Mason. Mới đầu nó cao 831 foot (253 m); tuy nhiên, WLW phải cắt bớt nó xuống 747 foot (228 m), vì sóng trời và sóng đất của đài triệt tiêu nhau ở đường tròn chạy xuyên qua Columbus, Indianapolis, Indiana, Lexington, Kentucky, và Louisville, Kentucky. Tháp hình thoi này có thiết kế đặc biệt: nó có gốc nhọn và tám dây chằng (guy wire) dẫn từ giữa tháp xuống đất. Tháp WLW là một trong vài tháp kiểu Blaw-Knox ở nước Mỹ còn đứng. Vào thời này, máy phát thanh sử dụng mạch khuếch đại thí nghiệm rất lớn, có cả hồ và vòi nước để khỏi bị nóng.
Vì mạnh hơn tất cả mọi đài sóng dài trên thế giới, nhiều đài chung quanh nước Mỹ và Canada, nhất là CFRB (690 kHz) ở Toronto, kêu bị WLW áp đảo. Nhiều người ở gần tháp phát thanh kể chuyện điện dao động đồng thời với các đỉnh biến điệu của làn sóng. Nhiều khi có cung lửa điện ở vùng gần. Nhiều người cho rằng đài này mạnh đến độ có người bắt được chương trình WLW dùng hàng rào dây thép gai hoặc nghe nó khi nằm trên giường nệm lò xo, giống như đài KDKA ở Pittsburgh, Pennsylvania. Vì các vấn đề này, FCC cuối cùng rút giấy phép thí nghiệm phát thanh tại 500 kW, và tín hiệu này ngừng vào năm 1939. Trong Chiến tranh thế giới thứ hai, WLW tăng lên công suất tới 500 kW vài lần để phát những chương trình đặc biệt cho quân đội Mỹ ở châu Âu. Ngoài ra, chính phủ Kennedy sử dụng máy móc 500 kW để phát thanh tới Cuba.
Công ty Crosley cũng phát thanh trên làn sóng ngắn từ năm 1937 cho đến đầu Chiến tranh thế giới thứ hai, khi chính phủ liên bang tiếp quản các đài sóng ngắn để phát những chương trình tin tức về sau có tên VOA. Crosley hoạt động tất cả năm đài sóng ngắn, bao gồm "WLWU", "WLWK", và "WLWO", với các công suất từ 75 tới 200 kW.
Năm 1942, Crosley chuyển các phòng thâu từ trụ sở Crosley Radio Corporation ở khu Camp Washington đến tòa nhà Quảng trường Crosley xuống phố, về trước là nhà họp số 5 của đoàn Elks. Đài truyền hình đầu tiên của Crosley, WLWT (hồi đó được gọi "WLW-T"), được thành lập ở cùng tòa nhà của WLW. Năm 1955, WLW và WLWT trở thành đài radio và đài truyền hình đầu tiên có máy ra đa để dự báo thời tiết.

### Thời thay đổi
Năm 1945, Avco Corporation mua Crosley Broadcasting Corporation. Vào thập niên 1960, Crosley Broadcasting Corporation lấy tên mới của công ty mẹ, Avco. Avco Broadcasting Corporation làm chủ WLW cho đến vào khoảng 1975. Từ lúc đó cho đến cuối thế kỷ, WLW đổi chủ nhiều lần. Queen City Communications và sau đó Mariner Communications mua đài này. Các phòng thâu WLW cũng chuyển qua tòa nhà Số 3, Phía tây Đường số 4, nay là Tháp Ngân hàng National City ở trung tâm Cincinnati.
Cho đến những năm 1980, WLW vẫn còn chơi nhiều giờ nhạc MOR (middle of the road) và từ từ thua các đài FM chơi những kiểu nhạc khác. Năm 1983, Randy Michaels đồng sáng lập Seven Hills Broadcasting và mua WLW. Tại Seven Hills, ông cắt bớt nhạc và đổi WLW qua dạng nói chuyện. Ba năm sau, Seven Hills sáp nhập với Jacor Communications.
Từ 1989 đến 2005, WLW ở Mount Adams, một khu trên một trong những đồi chung quanh phố. WLW chia sẻ văn phòng với hai đài cùng chủ, 102.7 WEBN và 550 WLWA (nay là WKRC). Năm 1995, Jacor chuyển văn phòng của các đài ra khỏi tòa nhà Mount Adams. Năm 1999, Jacor sáp nhập với Clear Channel Communications. Một năm sau, kỹ sư chính của WLW bật lên máy phát Western Electric thời 1927 của đài để mở đầu thế kỷ 21.
Vào 2005, các đài nói chuyện của Clear Channel, thay thế các chương trình tin tức của ABC News Radio với Fox News Radio. Tuy nhiên, ngày 26 tháng 6 năm 2006, ABC News Radio trở lại WLW, trong khi WKRC lấy Fox News Radio và WCKY lấy CBS Radio. Mặc dù các thay đổi, nhà bình luận Paul Harvey của ABC Radio tiếp tục nói trên WLW, cho đến tháng 4 năm 2008.

## Nhân vật nổi tiếng
WLW khởi đầu sự nghiệp của nhiều diễn viên, nhạc sĩ, ca sĩ, người bình luận thể thao, và nhà bình luận radio, nhất là từ thời radio tức thời. Đây là danh sách những người nổi tiếng ở WLW xưa và nay:
| Diễn viên - Rosemary Clooney - Doris Day Nhạc sĩ và ca sĩ - Anh em nhà Mills (Mills Brothers) - Chet Atkins - Homer và Jethro - Merle Travis - Fats Waller - Andy Williams | Người bình luận thể thao - Red Barber - Marty Brennaman - Cris Collinsworth - Al Michaels - Bob Trumpy Người sản xuất - Rod Serling | Xướng ngôn viên - Bob Braun - Gary Burbank - J. R. Gach - Ruth Lyons - Randy Michaels - Wally Phillips - Harry Smith - Dale Sommers |